# Aeropuerto Internacional de Dzaoudzi Pamandzi
El Aeropuerto Internacional de Dzaoudzi Pamandzi (IATA: DZA, OACI: FMCZ) es un aeropuerto ubicado en Dzaoudzi, Mayotte.

## Aerolíneas y destinos

### Destinos internacionales
| Ciudad       | Nombre del aeropuerto                          | Aerolíneas                                   | Aeronaves       | Frecuencias semanales |        |
| África       | África                                         | África                                       | África          | África                | África |
| ------------ | ---------------------------------------------- | -------------------------------------------- | --------------- | --------------------- | ------ |
| Comoras      |                                                |                                              |                 |                       |        |
| Anjouan      | Aeropuerto Ouani                               | AB Aviation Ewa Air Int'Air Îles             | E ATR 72-600    |                       |        |
| Moroni       | Aeropuerto Internacional Príncipe Said Ibrahim | AB Aviation Air Austral Ewa Air Int'Air Îles | E ATR 72-600    |                       |        |
| Kenia        |                                                |                                              |                 |                       |        |
| Nairobi      | Aeropuerto Internacional Jomo Kenyatta         | Kenya Airways                                | E-190           |                       |        |
| Madagascar   |                                                |                                              |                 |                       |        |
| Antananarivo | Aeropuerto Internacional Ivato                 | Air Madagascar Corsairfly Ewa Air            | A33x ATR 72-600 |                       |        |
| Antsiranana  | Aeropuerto Arrachart                           | Air Madagascar Ewa Air                       | ATR 72-600      |                       |        |
| Mahajanga    | Aeropuerto Amborovy                            | Air Madagascar Ewa Air                       | ATR 72-600      |                       |        |
| Nosy Be      | Aeropuerto Fascene                             | Air Austral Ewa Air                          | ATR 72-600      |                       |        |
| Mozambique   |                                                |                                              |                 |                       |        |
| Pemba        | Aeropuerto de Pemba                            | Ewa Air                                      | ATR 72-600      |                       |        |
| Reunión      |                                                |                                              |                 |                       |        |
| Saint Denis  | Aeropuerto de Saint Denis-Roland Garros        | Air Austral Corsairfly                       | A33x            |                       |        |
| Tanzania     |                                                |                                              |                 |                       |        |
| Dar es-Salam | Aeropuerto Internacional Julius Nyerere        | Ewa Air                                      | ATR 72-600      |                       |        |
| Europa       |                                                |                                              |                 |                       |        |
| Francia      |                                                |                                              |                 |                       |        |
| París        | Aeropuerto de París-Charles de Gaulle          | Air Austral (Estacional)                     |                 |                       |        |
| París        | Aeropuerto de París-Orly                       | Corsairfly                                   | A33x            |                       |        |

## Estadísticas
Ver fuente y consulta Wikidata.